# كارلشتاد أم ماين
كارلِشتاد أم ماين (بالألمانية: Karlstadt am Main) هي place with town rights and privileges و بلدة ألمانية تقع في ألمانيا في Main-Spessart.

## معرض صور

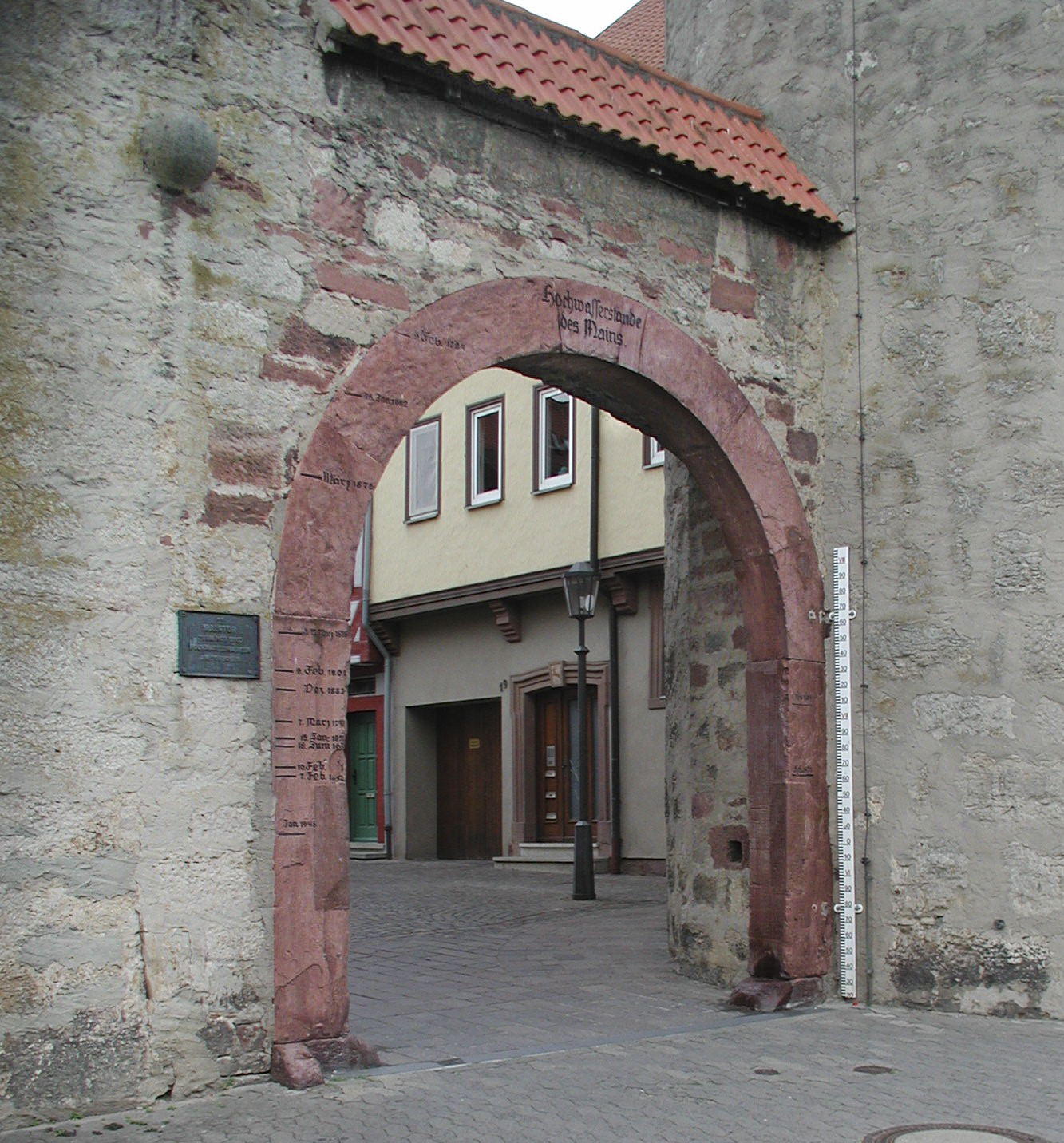
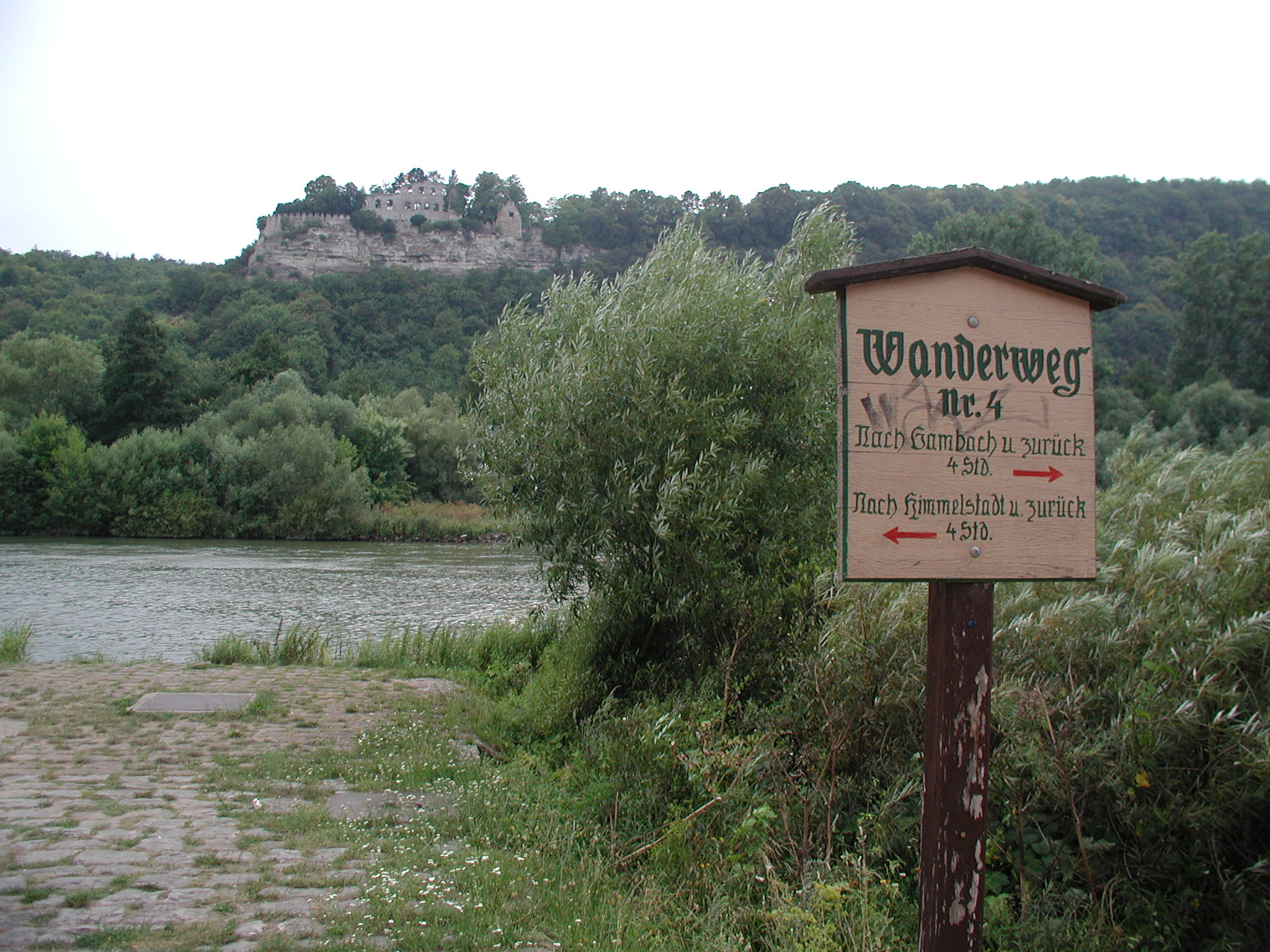
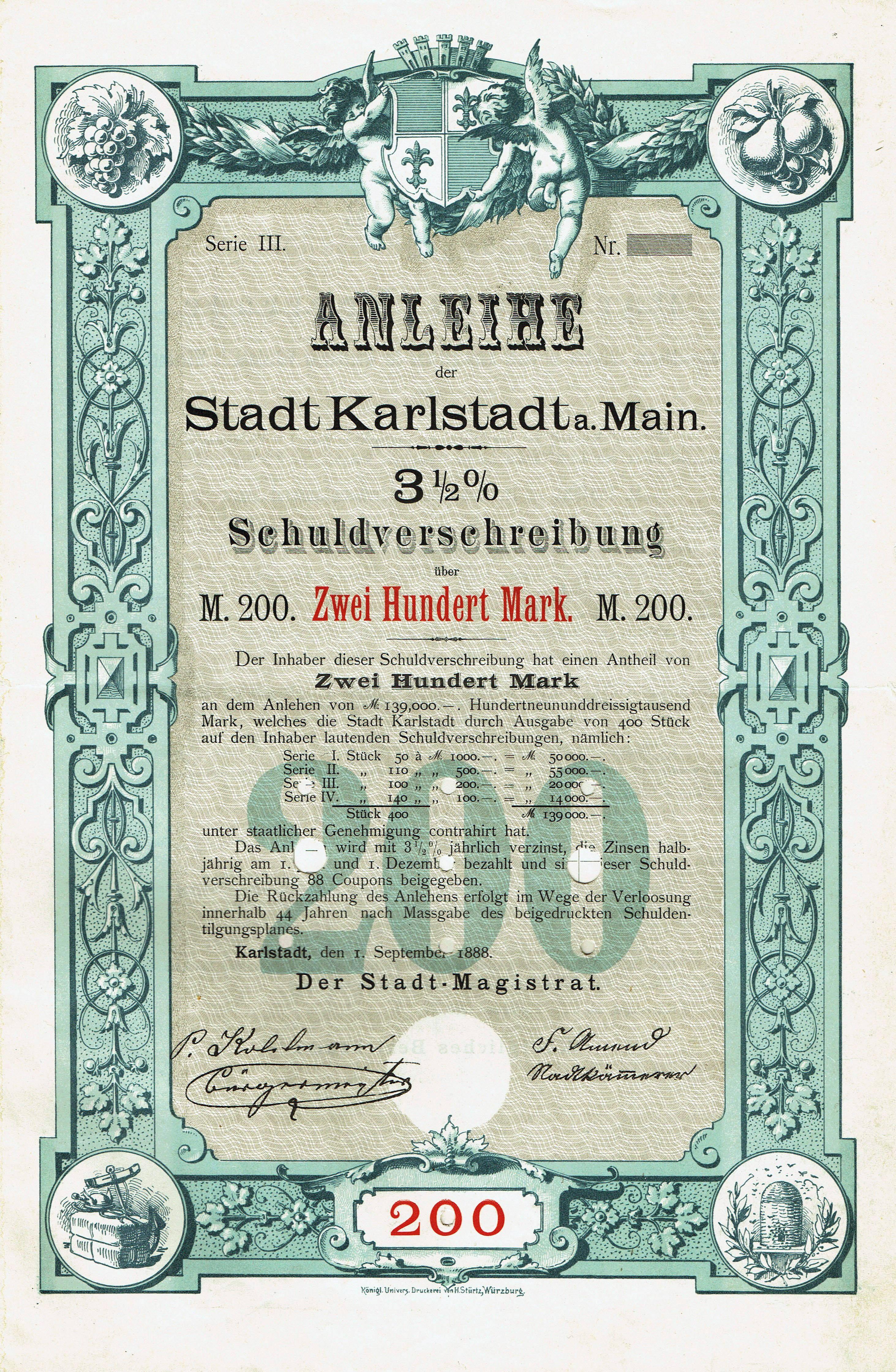
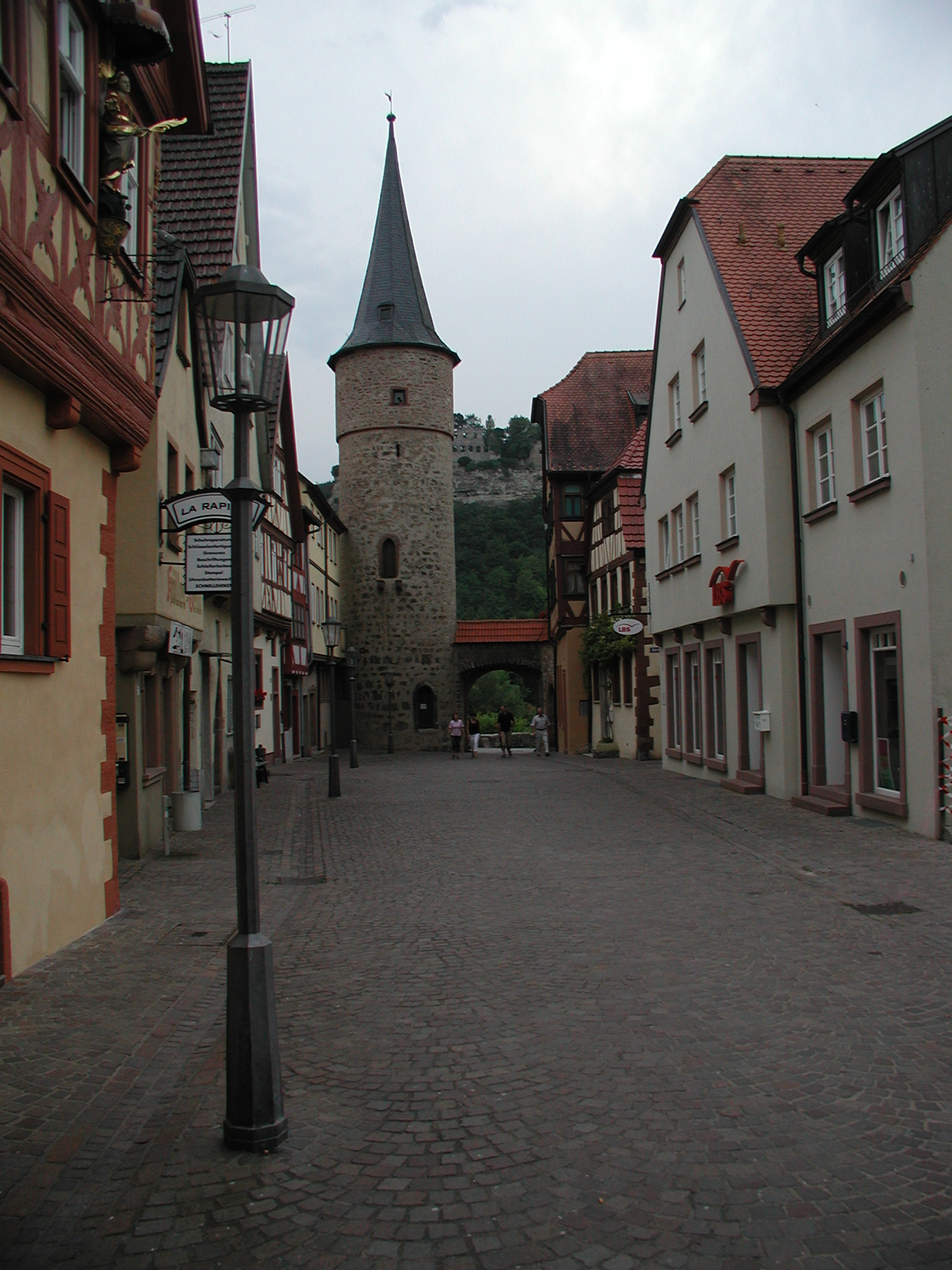

## أعلام
- سوزان كاستنر
- يوهان زان
- يوهانس شونر
- يوهان رودولف غلاوبر
- ثيودور فايسنبرغر